# 布魯亞爾峰

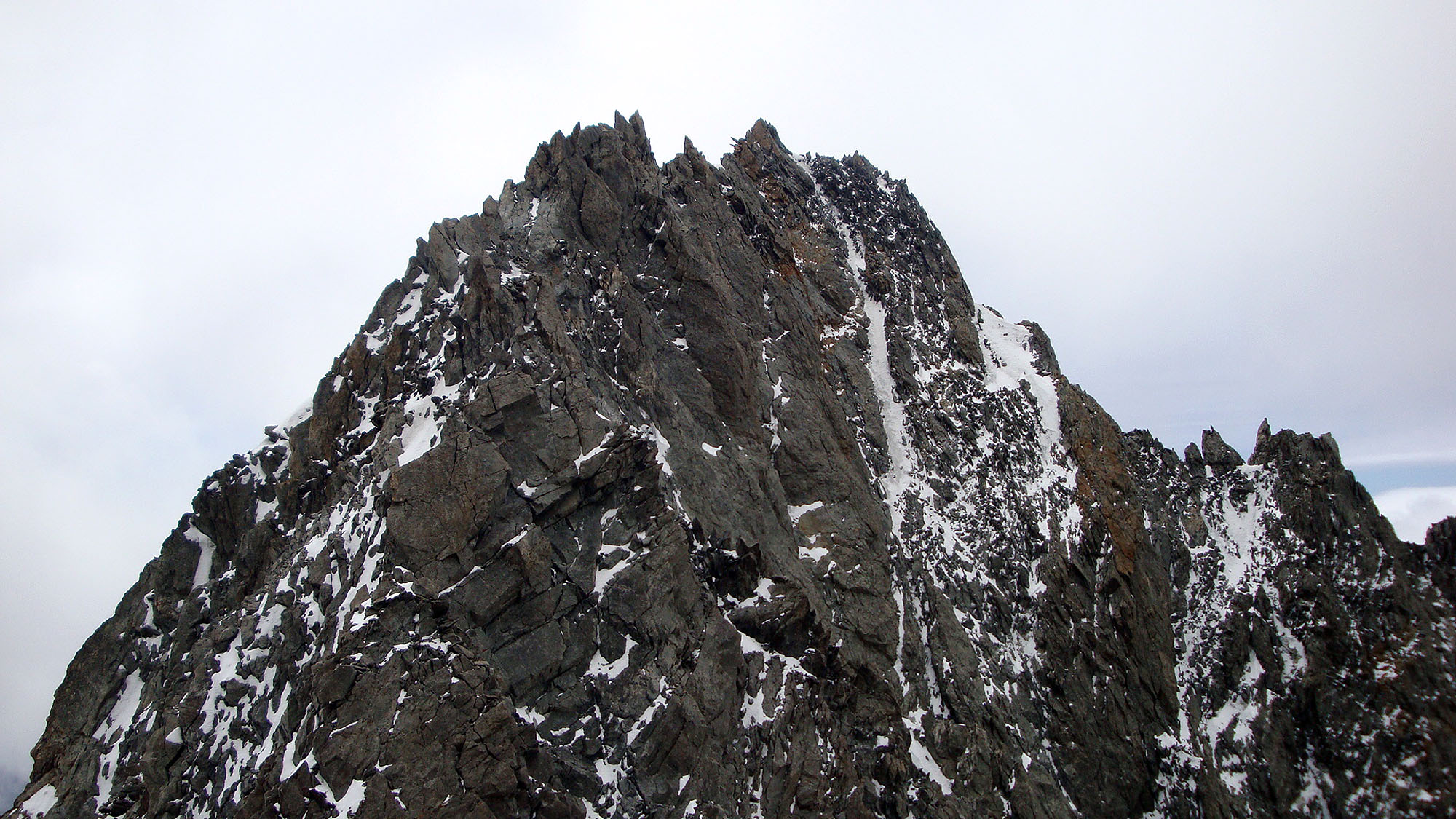

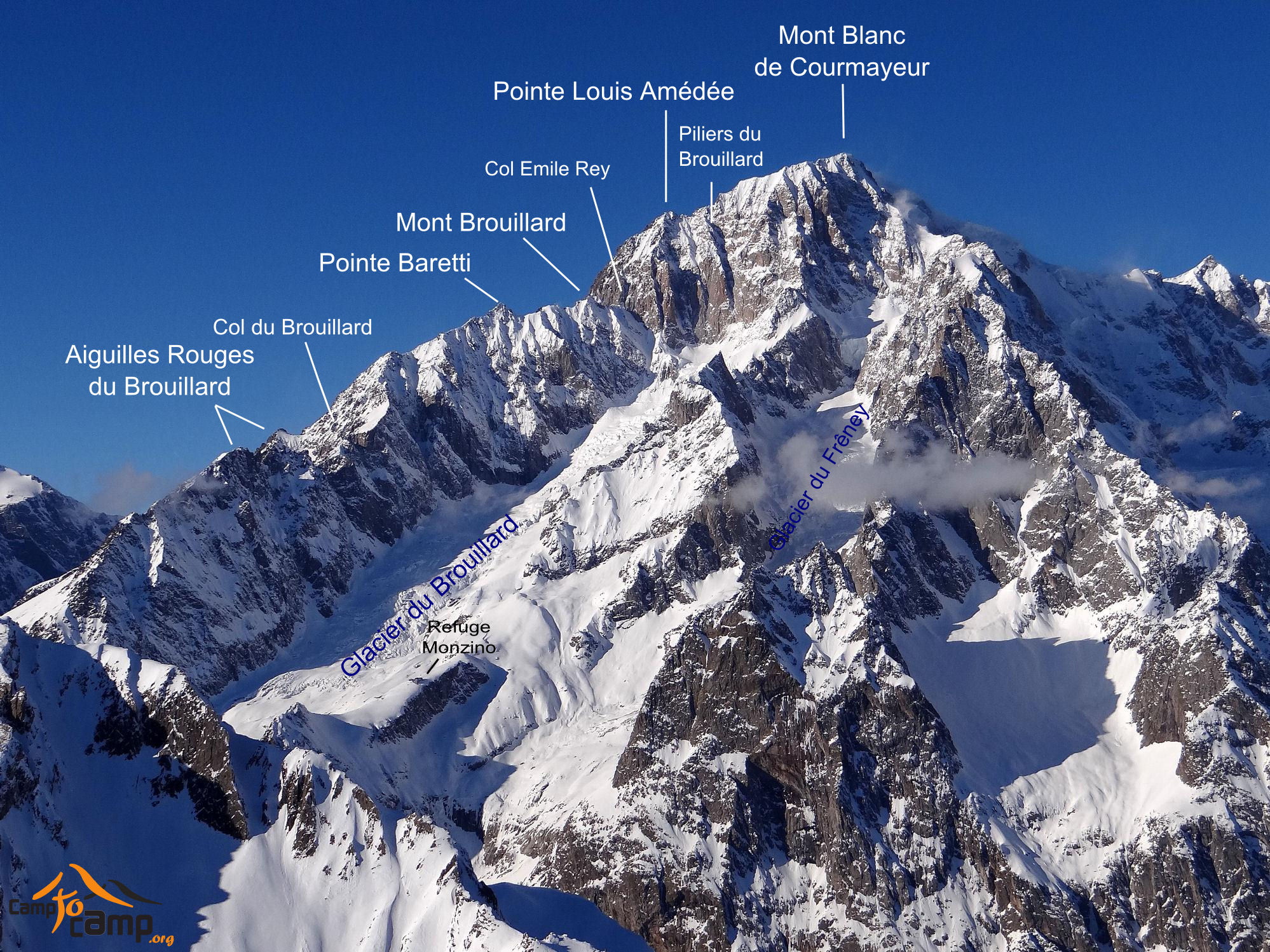

45°49′03″N 06°51′54″E / 45.81750°N 6.86500°E
布魯亞爾峰（義大利語：Monte Brouillard），是意大利的山峰，位於該國西北部，由瓦萊達奧斯塔大區負責管轄，海拔高度4,069米，人類在1906年7月10日首次登上該山峰。